# Cor Veldhoen
Cor Pleun Veldhoen (født 6. april 1939, død 11. oktober 2005) var en hollandsk fodboldspiller (forsvarer).
På klubplan tilbragte Veldhoen hele sin 14 år lange karriere, fra 1956 til 1970, hos Feyenoord i sin fødeby. Han vandt det hollandske mesteskab med klubben hele fire gange, ligesom det blev til sejr i KNVB Cuppen i 1965 og i Mesterholdenes Europa Cup finale 1970.
Veldhoen spillede desuden 27 kampe for Hollands landshold, som han debuterede for 14. maj 1961 i en VM-kvalifikationskamp på udebane mod DDR.

## Titler
Hollands mesterskab
- 1961, 1962, 1965 og 1969 med Feyenoord

KNVB Cup
- 1965 med Feyenoord

Mesterholdenes Europa Cup
- 1970 med Feyenoord